# Heinrich Matzen
Heinrich Johannes Matzen (* 13. Mai 1904 in Havetoft; † 14. November 1986 in Marne) war ein deutscher Politiker (Schleswig-Holstein-Block).
Matzen war von Beruf Getreidekaufmann. Er rückte am 28. Oktober 1957 für Otto Eisenmann in den Landtag von Schleswig-Holstein nach und war dort ein Jahr lang Abgeordneter sowie Mitglied des Landeswahlausschusses.